# Matas Mickis
Matas Mickis (* 15. September 1896 in Kuosiai, Rajongemeinde Rokiškis; † 12. Dezember 1960 in Kaunas) war ein litauischer Agronom, Professor und Politiker.

## Leben
Von 1911 bis 1915 lebte Matas Mickis in Sankt Petersburg und nahm dort an der Arbeiterbewegung teil. Von 1915 bis 1917 leistete er den Pflichtdienst bei der Kaiserlich Russischen Armee.
Ab 1918 lebte er in Litauen. Er lernte am Gymnasium Rokiškis und im Technikum in Dotnuva bei Kėdainiai.
1929 absolvierte er das Studium an der Lietuvos universitetas in Kaunas.
Von 1940 bis 1941 war er sowjetlitauischer Landwirtschaftsminister. Ab 1945 lehrte er an der Lietuvos žemės ūkio akademija (LŽŪA). Von 1945 bis 1953 war er Rektor. Ab 1959 lehrte er als Professor. 

## Bibliografie
- Kolūkinės statybos klausimai, su kitais, 1949
- Priemonės žemės ūkio gamybai vystyti, su kitais, 1958